# اورمیازی
اورمیازی (به لاتین: Urmiyazy) یک منطقهٔ مسکونی در روسیه است که در باشقیرستان واقع شده‌است.